# Birgisch
Birgisch är en ort i kommunen Naters i kantonen Valais, Schweiz. Orten var före den 1 januari 2013 en egen kommun, men inkorporerades då tillsammans med Mund in i kommunen Naters.